# Илия Калинов
Вижте пояснителната страница за други личности с името Калинов.
Илия Калинов е бивш български футболист, полузащитник.
Роден е на 9 ноември 1969 г. в град Пещера. Играл е за Ботев (Кричим), Миньор (Рудозем), Металик (Сопот), Локомотив (Пловдив). В А група има 68 мача и 3 гола. Полуфиналист за купата на страната през 1996 г. с Локомотив (Пд).

## Статистика по сезони
- Металик – 1989/90 – В група, 6 мача/0 гола
- Металик – 1990/91 – В група, 18/1
- Металик – 1991/92 – В група, 27/3
- Металик – 1992/93 – В група, 29/4
- Металик – 1993/94 – Б група, 26/2
- Металик – 1994/95 – Б група, 28/4
- Локомотив (Пд) – 1995/96 – А група, 21/1
- Локомотив (Пд) – 1996/97 – А група, 22/1
- Локомотив (Пд) – 1997/98 – А група, 24/1